# Червеноглаво огърличено тити
Червеноглавото огърличено тити (Callicebus regulus) е вид бозайник от семейство Сакови (Pitheciidae).

## Разпространение
Видът е разпространен в Бразилия.